# 彎湖公園 (佛羅里達州)
彎湖公園（英語：Crooked Lake Park）是位於美國佛羅里達州波爾克縣的一個人口普查指定地區。

## 地理
彎湖公園的座標為27°49′54″N 81°35′24″W / 27.83167°N 81.59000°W，而該地最高點為海拔高度38米（即125英尺）。

## 人口
根據2010年美國人口普查的數據，彎湖公園的面積為1.50平方千米，當中陸地面積為1.50平方千米，而水域面積為0.00平方千米。當地共有人口1682人，而人口密度為每平方千米1,121人。